# Supertaça de Portugal de 1979
A Supertaça Cândido de Oliveira de 1979 foi a 1ª edição da Supertaça de Portugal, apesar de não possuir à época estatuto oficioso por parte da Federação Portuguesa de Futebol, algo que só aconteceria em 1981, aquando da sua terceira edição. A edição foi ganha pelo Boavista Futebol Clube por um resultado de 2–1 ao FC Porto.

## Partida
| 17 de agosto de 1979 | FC Porto  | 1 – 2 | Boavista     | Estádio das Antas, Porto |
|                      | Romeu 78' |       | Júlio 1' 72' | Árbitro: Silva Pereira   |

## Campeão
| Supertaça de Portugal 1979 |
| -------------------------- |
| Boavista 1º Título         |